# Маноло Хименес
Мануел „Маноло“ Хименес Хименес, по-известен като Маноло Хименес, е испански футболен треньор. Понастоящем ръководи отбора от Примера дивисион Сарагоса.

## Състезателна кариера
Хименес е роден в Арахал в околностите на Севиля. За Севиля играе в продължение на 14 поредни сезона, като дебютира през сезон 1983/84. Достига бройка официални мачове над 350 за родния си клуб. Завършва кариерата си в Реал (Хаен), отбор от Сегунда дивисион.
Получава 15 повиквателни за националния отбор. Участва и на световното първенство в Италия, където играе в мача от груповата фаза срещу Уругвай, завършил 0:0.

## Треньорска кариера

### Севиля
В периода 2000-07 Хименес е треньор на Севиля Атлетико, вторият отбор на Севиля, като през 2006/07 извежда тима до Сегунда дивисион. На 27 октомври 2007 г. след оставката на Хуанде Рамос е избран за негов заместник с договор до края на сезона. Под негово ръководство андалусийците завършват на 5 място, а на следващата година дори трети, като по този начин се завръщат в Шампионската лига.
На 24 март 2010 г. след домакинска издънка срещу последния Херес Хименес е уволнен. Отборът е записал 5 поредни мача без победа. Претърпява и отпадане на 1/8-финалите в Шампионската лига.

### АЕК (Атина)
На 7 октомври 2010 г. е назначен за треньор на АЕК (Атина) на мястото на изхвърления Душан Баевич. Договорът му е за две години. Тимът му завършва трети на 21 точки от шампиона Олимпиакос.
На 30 април 2011 г. Хименес печели първия си трофей в чужбина, след като АЕК разбива с 3:0 Атромитос във финала за Купата на Гърция. На 5 октомври 2011 г. напуска клуба по взаимно съгласие.

### Сарагоса
На 31 декември 2011 г. заменя Хавиер Агире на поста старши треньор на Сарагоса.

### Завръщане в АЕК и титла на Гърция
Хименес се завръща в АЕК през януари 2017 г., като подписва до края на сезона с опция за удължаване на договора с 1 година. През август тимът му се класира за груповата фаза на европейски клубен турнир след 6-годишна пауза.
През април 2018 г. АЕК печели титлата за първи път след 24 години и слага край на хемонията на Олимпиакос.

## Успехи
Севиля Атлетико
- Сегунда дивисион Б: 2006/07

 АЕК (Атина)
- Гръцка суперлига: 2017/18
- Купа на Гърция: 2010/11